# Wireless Application Protocol

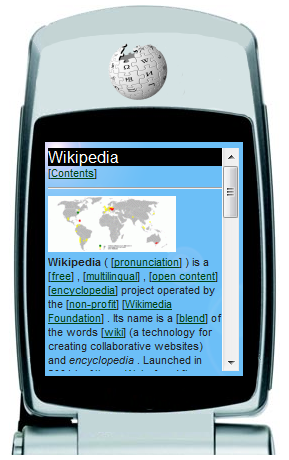
Anglická Wikipedie ve WAP prohlížeči

WAP (Wireless Application Protocol) je sada protokolů vyvinutých organizací WAP Forum v roce 1998, jejímž cílem bylo umožnit jednodušším mobilním telefonům a obdobným zařízením přístup k Internetu. V roce 2002 přešel vývoj WAP pod organizaci Open Mobile Alliance (OMA).
Zatímco vyspělejší zařízení (počítače, tablety a většina moderních mobilních telefonů) mohou používat přímo internetové protokoly (případně rozšířené o vlastnosti, které přinášejí větší spolehlivost, bezpečnost a autenticitu). WAP byl vytvořen, aby mohl fungovat na zařízeních s podstatně horšími parametry (malá paměť, slabý procesor, malé rozlišení obrazovky, pouze číselná klávesnice).

## Uživatelské rozhraní pro WAP
WAP předpokládá, že na mobilním telefonu bude fungovat aplikace podobná WWW prohlížeči nazývaná microbrowser. Aby nemusely být implementovány kompletní internetové protokoly, jsou v zařízení zvaném WAP brána (anglicky WAP Gateway) transformovány na jednodušší WAPové protějšky:

## WAP gateway
Velikou roli mezi TCP sítěmi a mobilními sítěmi hraje WAP gateway, která v mnohém přizpůsobuje WML stránky podle profilu schopností mobilního zařízení (UAProf), aby bylo usnadněno jejich zobrazení na mobilních telefonech.

## Protokolový zásobník
Pro komunikaci mezi WAP microbrowserem a HTTP proxy se používá následující protokolový zásobník:
| Wireless App. Environment (WAE, WML)     | HTML, XHTML ... |
| Wireless Session Protocol (WSP)          | Sessions apod.  |
| Wireless Transaction Protocol (WTP)      | TCP             |
| Wireless Transport Layer Security (WTLS) | SSL             |
| Wireless Datagram Protocol (WDP)         | UDP             |
| mobilní síť (GSM nebo CDMA)              | Internet        |

Protokol WDP je obdobou internetového UDP. Pro služební funkce se používá protokol WCMP, který je obdobou internetového protokolu ICMP.

## Verze WAP

### WAP 1.0
1998 WAP 1.0 – používá značkovací jazyk WML

#### Obrázkové formáty pro WAP 1.0
Jako hlavní grafický formát WAPu je definován monochromatický WBMP.

#### Další technologie navázané na WAP 1.0
WAP Push, WMLScript, WTAI …

### WAP 1.1
1999 WAP 1.1

### WAP 1.2
2000 WAP 1.2 – definuje WAP Push

### WAP 2.0
2002 WAP 2.0 – používá značkovací jazyk XHTML Mobile Profile
Po WAP 1.0 nastupuje (zpětně nekompatibilní) WAP 2.0 neboli XHTML MP (Mobile Profile), který je velmi podobný WWW. Na místo WML definice stránek obsahuje zeštíhlenou verzí XHTML. Hlavním grafickým formátem se stal PNG a široce je podporován i JPEG. WAP 2.0 již není závislý na WAP Gatewayi a je podporován v sítích 3G; na rozdíl od WAP 1.0 umožňuje použití barev a grafických formátů GIF, PNG a JPG.

## Architektura pro WAP Push
- PI = Push Initiator
- PAP = Push Access Protocol
- PPG = Push Proxy Gateway

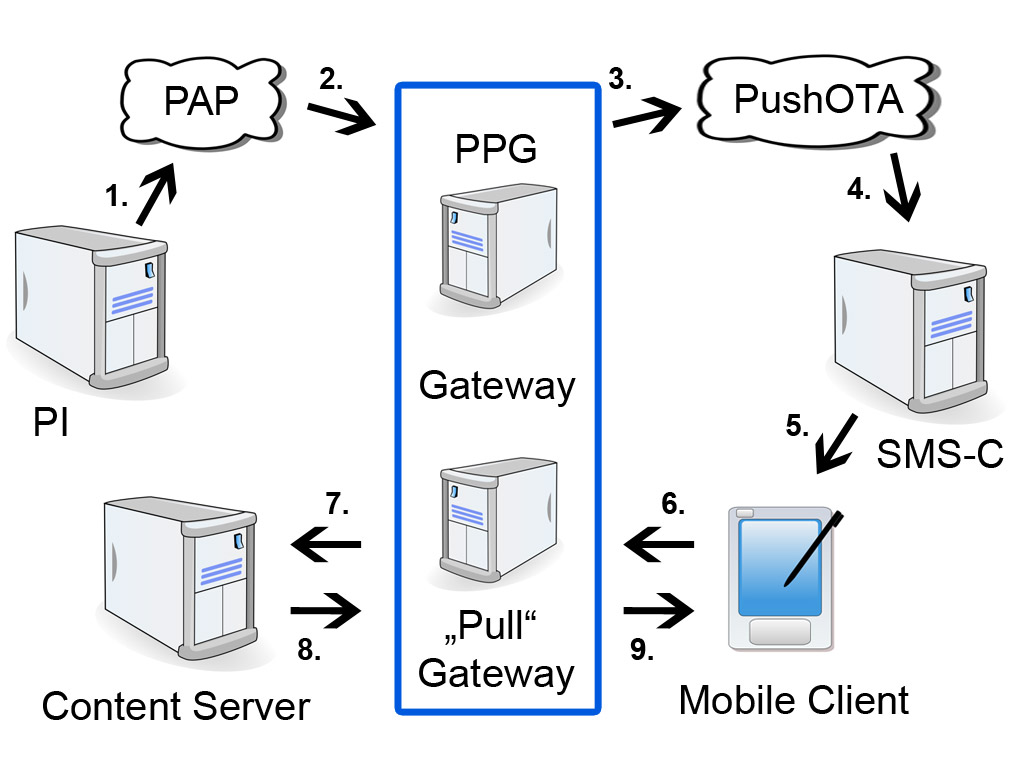
WAP Push Infrastruktura

- PushOTA = Push Over-the-Air Protocol
- SMS-C = Středisko krátkých textových zpráv (SMS Service Centre)
- Pull Gateway = hlavní část WAP brány
- Content Server = např. WWW Server

WAP Push se používá i pro doručování MMS notifikací: MMSC posílá notifikaci o MMS na HSP, které je pošle pomocí SMPP na SMSC a to ji doručí na mobil.

## Vyhrazené porty
Zpráva obsahuje v UDH číslo portu, které způsobí, že mobil spustí aplikaci.
WAP aplikační porty podle http://www.iana.org/assignments/port-numbers jsou sice uváděné jako TCP a UDP porty, ale mohou být předávané i jako 16bitové aplikační porty v User Data Header (UDH):
```
wta-wsp-s       2805/tcp   WTA WSP-S
wta-wsp-s       2805/udp   WTA WSP-S
#
wta-wsp-wtp-s   2923/tcp   WTA-WSP-WTP-S
wta-wsp-wtp-s   2923/udp   WTA-WSP-WTP-S
#
wap-push        2948/tcp   WAP PUSH
wap-push        2948/udp   WAP PUSH
wap-pushsecure  2949/tcp   WAP PUSH SECURE
wap-pushsecure  2949/udp   WAP PUSH SECURE
#
wap-wsp         9200/tcp    WAP connectionless session service
wap-wsp         9200/udp    WAP connectionless session service
wap-wsp-wtp     9201/tcp    WAP session service
wap-wsp-wtp     9201/udp    WAP session service
wap-wsp-s       9202/tcp    WAP secure connectionless session service
wap-wsp-s       9202/udp    WAP secure connectionless session service
wap-wsp-wtp-s   9203/tcp    WAP secure session service
wap-wsp-wtp-s   9203/udp    WAP secure session service
wap-vcard       9204/tcp    WAP vCard
wap-vcard       9204/udp    WAP vCard
wap-vcal        9205/tcp    WAP vCal
wap-vcal        9205/udp    WAP vCal
wap-vcard-s     9206/tcp    WAP vCard Secure
wap-vcard-s     9206/udp    WAP vCard Secure
wap-vcal-s      9207/tcp    WAP vCal Secure
wap-vcal-s      9207/udp    WAP vCal Secure
#                           WAP Forum <wap-feedback&mail.wapforum.org>
#                           WAP Forum <pg&uplanet.com>
```

Pro realizaci služeb jsou také využívány platformy i-mode a WAP 2.0.
Zhruba od roku 2000 je WAP implementován ve většině mobilních telefonů, stejně tak mobilních sítí. Většina mobilních operátorů provozuje portál pro agregaci různých služeb na této platformě.
V telefonech bývají označovány popiskem položky:
- WAP
- Internet
- Služby
- Hry a další
- O2 Active, t-zones, Live! apod.

### WAP Browser
- Klondike WAP Browser for Windows
- Interaktivní WAP-Browser od WAP3
- Opera Press Release. Going for WAP 2.0
- Mozilla Firefox WAP-Browser „wmlbrowser“ Archivováno 20. 6. 2012 na Wayback Machine.

### WAP Gateway
- http://www.kannel.org/ Open-Source Projekt WAP a SMS Gatewaye

### Protokoly
- http://simon.dehartog.nl/datasheets/protocols/WAP/WAP-159-WDPWCMPAdapt-20010713-a.pdf Archivováno 4. 3. 2016 na Wayback Machine.
- https://web.archive.org/web/20080512003138/http://www.wmlclub.com/docs/especwap2.0/WAP-259-WDP-20010614-a.pdf
- http://www.nowsms.com/support/bulletins/tb-nowsms-010.htm